# Long Ago and Far Away
Long Ago and Far Away è un album in studio del cantante statunitense Tony Bennett (l'album uscì a nome Tony Bennett with Frank DeVol and His Orchestra), pubblicato dalla casa discografica Columbia Records nell'agosto del 1958.

## Tracce

### LP
Lato A
1. It Could Happen to You – 2:45 (testo: Johnny Burke – musica: Jimmy Van Heusen) – Registrato il 7 aprile 1958 al Radio Recorders di Hollywood, California
2. Ev'ry Time We Say Goodbye – 3:08 (Cole Porter) – Registrato l'8 aprile 1958 al Radio Recorders di Hollywood, California
3. Long Ago and Far Away – 2:50 (testo: Ira Gershwin – musica: Jerome Kern) – Registrato il 9 aprile 1958 al Radio Recorders di Hollywood, California
4. It Amazes Me – 3:20 (testo: Carolyn Leigh – musica: Cy Coleman) – Registrato il 9 aprile 1958 al Radio Recorders di Hollywood, California
5. The Way You Look Tonight – 3:03 (testo: Dorothy Fields – musica: Jerome Kern) – Registrato il 7 aprile 1958 al Radio Recorders di Hollywood, California
6. Be Careful, It's My Heart – 2:12 (Irving Berlin) – Registrato il 9 aprile 1958 al Radio Recorders di Hollywood, California

- Sul vinile originale gli autori del brano It Could Happen to You sono Ned Washington e Victor Young

Lato B
1. My Foolish Heart – 3:03 (testo: Ned Washington – musica: Victor Young) – Registrato il 7 aprile 1958 al Radio Recorders di Hollywood, California
2. Time After Time – 2:50 (testo: Sammy Cahn – musica: Jule Styne) – Registrato il 9 aprile 1958 al Radio Recorders di Hollywood, California
3. Fools Rush In – 2:03 (testo: Johnny Mercer – musica: Rube Bloom) – Registrato il 9 aprile 1958 al Radio Recorders di Hollywood, California
4. A Cottage for Sale – 2:58 (testo: Larry Conley – musica: Willard Robison) – Registrato il 9 aprile 1958 al Radio Recorders di Hollywood, California
5. Blue Moon – 2:25 (testo: Lorenz Hart – musica: Richard Rodgers) – Registrato l'8 aprile 1958 al Radio Recorders di Hollywood, California
6. So Far – 3:38 (testo: Oscar Hammerstein II – musica: Richard Rodgers) – Registrato l'8 aprile 1958 al Radio Recorders di Hollywood, California

## Musicisti
It Could Happen to You / The Way You Look Tonight / My Foolish Heart / A Cottage for Sale
- Tony Bennett – voce
- Frank DeVol – conduttore orchestra, arrangiamenti
- Ralph Sharon – pianoforte
- Buddy Clark – contrabbasso, arpa
- Larry Bunker – batteria
- Billy Exiner – batteria
- Dorothy Rensen – arpa
- Robert Bain – chitarra
- Israel Baker – violino
- Robert Barene – violino
- Sam Freed – violino
- Jacques Gasselin – violino
- Ben Gill – violino
- Mort Herbert – violino
- Dan Lube – violino
- William Miller – violino
- Lou Raderman – violino
- Ambrose Russe – violino
- Albert Saparoff – violino
- Eudice Shapiro – violino
- Virginia Majewski – viola
- Robert Ostrowsky – viola
- Joseph Reilich – viola
- Milton Thomas – viola
- Armond Kaproff – violoncello
- Raphael Kremer – violoncello
- Herbie Mann – strumento a fiato[2]

Ev'ry Time We Say Goodbye / Blue Moon / So Far
- Tony Bennett – voce
- Frank DeVol – conduttore orchestra, arrangiamenti
- Ralph Sharon – pianoforte
- Buddy Clark – contrabbasso
- Billy Exiner – batteria
- Robert Bain – chitarra
- George Van Eps – chitarra
- Herbie Mann – strumento a fiato
- Frank Flynn – vibrafono
- Catherine Gotthoffer – arpa
- Victor Arno – violino
- Israel Baker – violino
- Robert Barene – violino
- Sam Freed – violino
- Ben Gill – violino
- Mort Herbert – violino
- Anatol Kaminsky – violino
- Paul Lowenkron – violino
- William Miller – violino
- Lou Raderman – violino
- Ambrose Russe – violino
- Eudice Shapiro – violino
- Norman Botnick – viola
- Virginia Majewski – viola
- G. R. Menhennick – viola
- Raphael Kremer – violoncello
- Edgar Lustgarten – violoncello[3]

Long Ago and Far Away / It Amazes Me / Be Careful, It's My Heart / Time After Time / Fools Rush In / A Cottage for Sale
- Tony Bennett – voce
- Frank DeVol – conduttore orchestra, arrangiamenti
- Ralph Sharon – pianoforte
- Buddy Clark – contrabbasso
- Billy Exiner – batteria
- Robert Bain – chitarra
- George Van Eps – chitarra
- Herbie Mann – strumento a fiato
- Frank Flynn – vibrafono
- Catherine Gotthoffer – arpa
- Victor Arno – violino
- Israel Baker – violino
- Robert Barene – violino
- Sam Freed – violino
- Ben Gill – violino
- Mort Herbert – violino
- Anatol Kaminsky – violino
- Paul Lowenkron – violino
- William Miller – violino
- Lou Raderman – violino
- Ambrose Russe – violino
- Eudice Shapiro – violino
- Norman Botnick – viola
- Virginia Majewski – viola
- G. R. Menhennick – viola
- Raphael Kremer – violoncello
- Edgar Lustgarten – violoncello[4]